# Bilingvismus

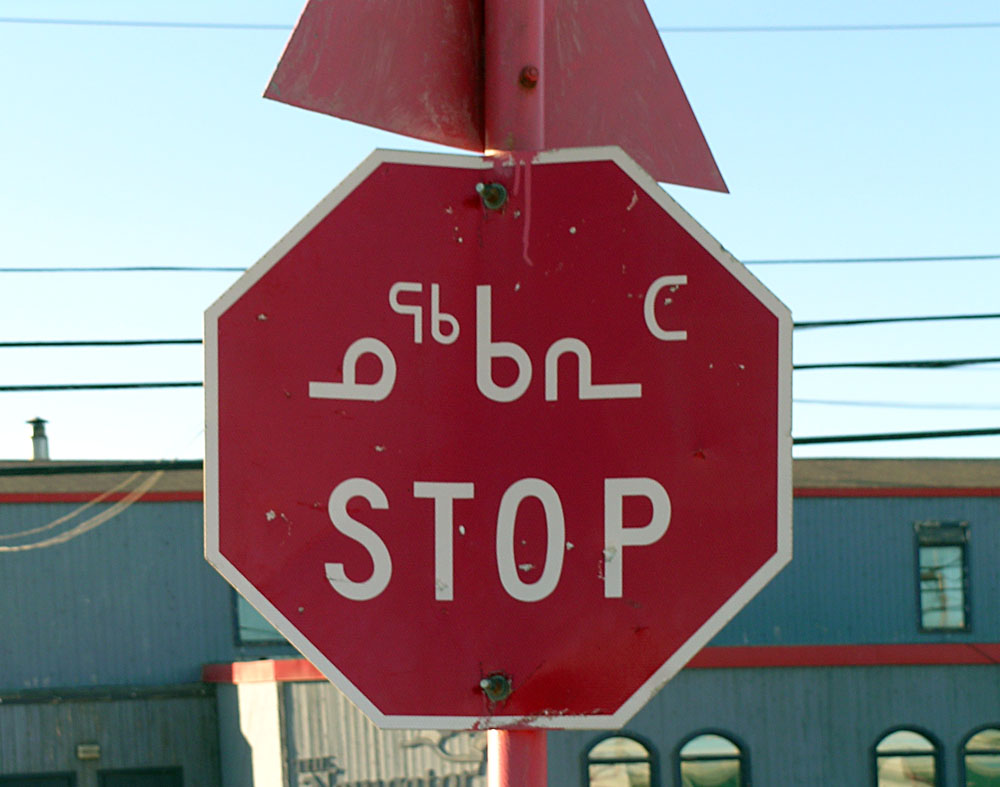
Kanadská bilingvní dopravní značka v inuktitutštině a angličtině

Bilingvismus (též dvojjazyčnost) je stav ve společnosti, kdy jedinec nebo obyvatelstvo určitého území přirozeně hovoří dvěma jazyky, a to bez ohledu na společenskou stratifikaci (nejedná se tak o diglosii). Jde o speciální případ multilingvismu (mnohojazyčnosti).

## Individuální bilingvismus
Bilingvismus se může týkat jedince, např. pokud pochází ze smíšeného manželství rodičů různé národnosti. Pokud se takové dítě od počátku učí dva jazyky (více jazyků) současně, jde o simultánní bilingvismus. Dítě si od narození vytváří řečový systém. Pokud na něj působí více jazykových prostředí (např. smíšené manželství, bilingvní mateřská škola), vytváří si dítě více řečových systémů.
Bilingvismu může člověk dosáhnout i postupně výukou cizího jazyka, od puberty je však tato možnost již ztížená. Nabývání znalosti druhého (dalšího) jazyka následně po nabytí znalosti prvního jazyka se označuje jako sekvenční bilingvismus.
Bilingvismus může u jedince dosáhnout různé úrovně. Zcela rovnocenné využívání dvou nebo více jazyků jedincem však zřejmě neexistuje. Předpokládá se, že jedinec používá jeden jazyk jako hlavní, může však podle situace přejít kdykoliv do jazyka druhého. Přechod komunikace z jednoho jazykového systému do druhého se označuje jako střídání kódů (code-switching).
Pasivní (receptivní) bilingvismus je stav, kdy jedinec rozumí cizímu jazyku, ale není schopen ho aktivně používat.

## Společenský bilingvismus
O bilingvismu také hovoříme, pokud na určitém území obyvatelstvo hovoří dvěma jazyky. K takovému jevu dochází obvykle na územích, kde vedle sebe žijí obyvatelé různých národností. Společenský bilingvismus se týká většiny obyvatelstva, na daném území se samozřejmě mohou vyskytovat i jedinci, kteří hovoří pouze jedním jazykem.
Příkladem společenského bilingvismu jsou například oblasti jižního Slovenska, obývané početnou maďarskou národnostní menšinou.

## Situace v České republice
Současná česká společnost je převážně monolingvní. V minulosti, kdy na českém území žila početná německá menšina, byl mezi obyvatelstvem rozšířen česko-německý bilingvismus. Tento stav se změnil zejména po nuceném odsunu německého obyvatelstva v roce 1945.
Vzhledem k velké podobnosti češtiny a slovenštiny a jejich vzájemné srozumitelnosti byl v bývalém Československu běžný pasivní česko-slovenský bilingvismus, kdy Češi a Slováci ve vzájemné komunikaci používali každý svůj jazyk, aniž by tím byla narušena srozumitelnost.